# Валерий Фалтоний Аделфий
Валерий Фалтоний Аделфий (на латински: Valerius Faltonius Adelphius) е политик на Западната Римска империя през 5 век.
Аделфий се жени за Аниция Италика, става vir clarissimus et illustris, praefectus urbi и patricius. През 451 г. той е консул заедно с император Маркиан.